# Culiacáni botanikus kert
A culiacáni botanikus kert Mexikó egyik jelentős botanikus kertje, amely Sinaloa állam fővárosában, Culiacán Rosalesben található.

## Története
A park létét Carlos Murillo Depraectnek köszönheti, akinek javaslatára alakítottak ki egy zöldterületet a városban, amelynek részét képezi a botanikus kert, és ő volt az is, aki odaadományozott növénygyűjteményével hozzájárult a kert megalapításához. Az 1986-ban megnyitott parkot jó elhelyezkedése miatt az első években többször is kiszemelték az ingatlanfejlesztők, de civil szervezetek megakadályozták a beépítését. 2005-ben elindult a kortárs művészeti alkotásokat bemutató program, amelynek keretében 39 műalkotást helyeztek el a park több pontján, 2007-ben pedig Tatiana Bilbao építészeti tervei alapján megkezdődött a park infrastruktúrájának megújítása.

## Leírás
A nagyjából 10 hektár területű park az északnyugat-mexikói Culiacán Rosales északi részén, városi területekkel teljesen körbeépítve található. Mint intézmény, négy fő feladattal rendelkezik: a fenyegetett növényfajok megóvásával, a kutatási lehetőségek fenntartásával (rendelkezik génbankkal és egy, az Index Herbariorumban is szereplő szárítottnövény-gyűjteménnyel), oktatási programok lebonyolításával (könyvtára is van) és a gyűjtemény bemutatásával a nagyközönség számára. A parkban több mint 1000 növényfaj, 200 erdeiállat-faj és 146 madárfaj található meg, és itt található a Nemzeti Pálmagyűjtemény otthona is, ahol a Mexikóban honos pálmafajok több mint 60%-a előfordul.

## Képek

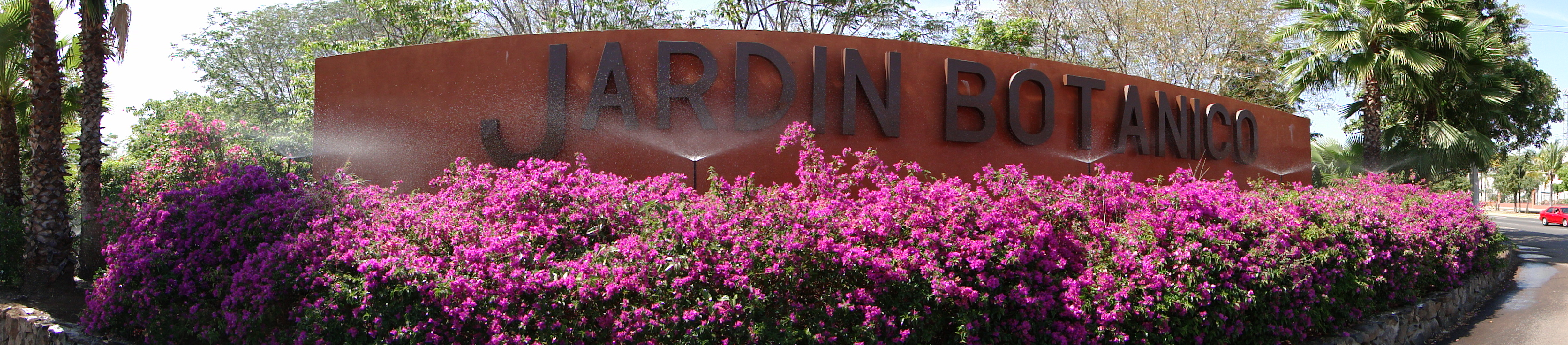
Felirat
Régi VW-bogár, növényekkel benőve
Bejárat
Részlet
Műalkotásnak nevezett építmény a parkban